# Варшава-Центральная
Варшава-Центральная (пол. Warszawa Centralna, также известная как Центральный вокзал — пол. Dworzec Centralny) — центральный вокзал Варшавы, расположенный на Иерусалимских аллеях. Вокзал высшей категории A классификации польских железнодорожных вокзалов. Интересной особенностью является то, что железнодорожные пути проходят под землёй, под центром города.
Строительство станции началось в 1972 году, а закончилась в 1975. Вокзал был построен во время бума 70-х годов, когда Польская Народная Республика получила множество западных кредитов, а старый вокзал Варшава Главная (Варшава-Глувна) уже не справлялся с пассажиропотоком.
Вокзал строили очень быстро, что не могло не сказаться на качестве. В течение 80-х годов появились признаки ухудшения состояния вокзала. Но несмотря на это, здание считалось весьма современным в своё время, обладая эскалаторами и раздвижными дверями.
Появилось множество мнений о том, что станция должна быть снесена, а на её месте построена новая. Затратная подготовка к Евро 2012 однако изменила и отложила эти планы на неопределённый срок. В 2011-2012 годах был произведён лишь косметический ремонт, подверглись реконструкции большая часть подземных переходов к перронам вокзала. Из подземных переходов, соединяющих перроны с городом, можно быстро добраться до нескольких трамвайных остановок не выходя на поверхность, а также на соседнюю станцию Варшава-Средместье и в торговый центр, расположенный в соседнем здании.
На вокзале работает бесплатный Wi-Fi.

## Варшава-Центральная в кино
Вокзал виднеется в сериале Игоря Масленникова «Что сказал покойник», напротив вокзала располагался блошиный рынок где Иоанна покупала динамит.
Также вокзал заметен в кадрах съёмки "блошиного рынка" в фильме "King Size" (1987).

## Галерея

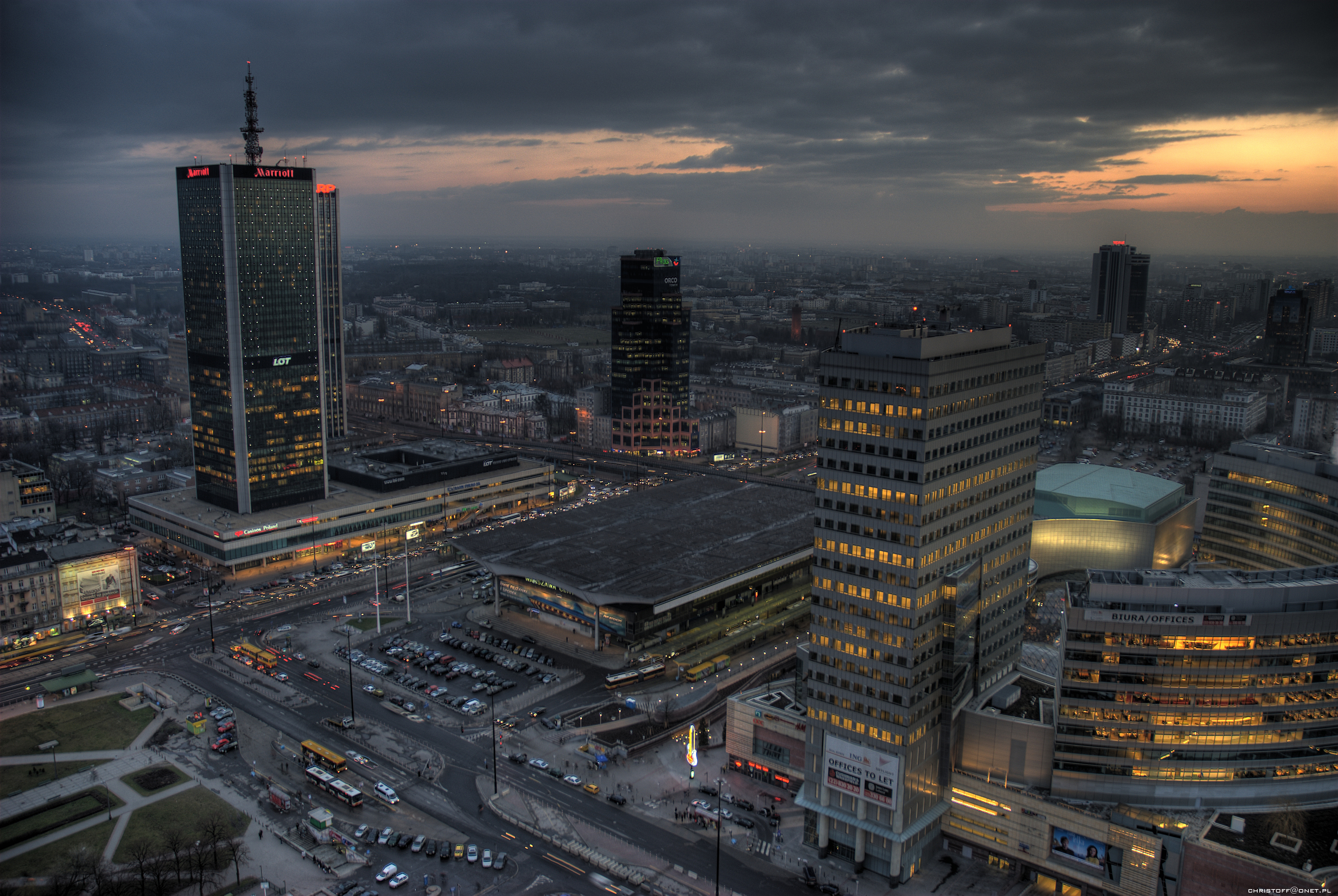
Станция и окрестности ночью.
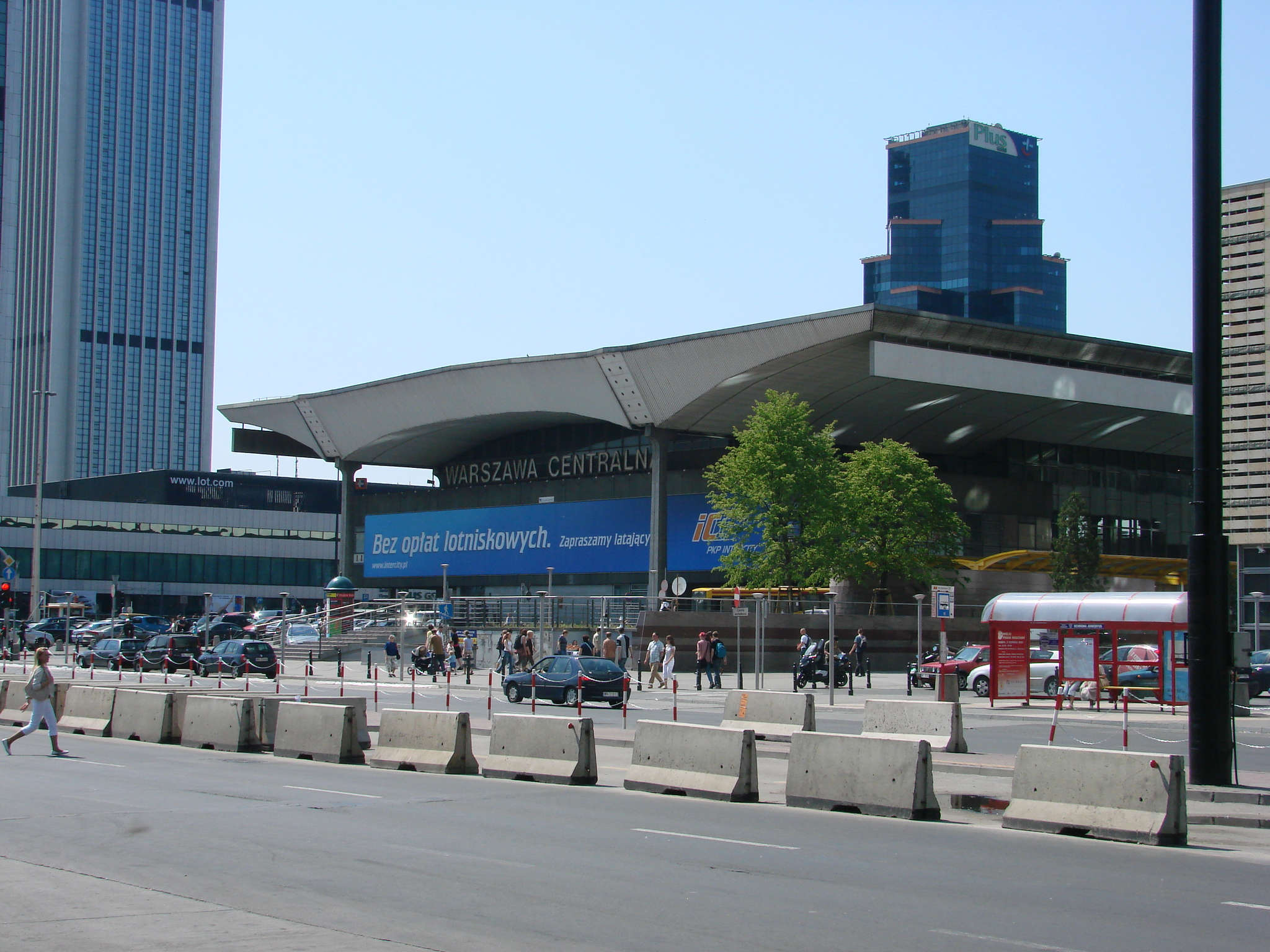
Здание вокзала.
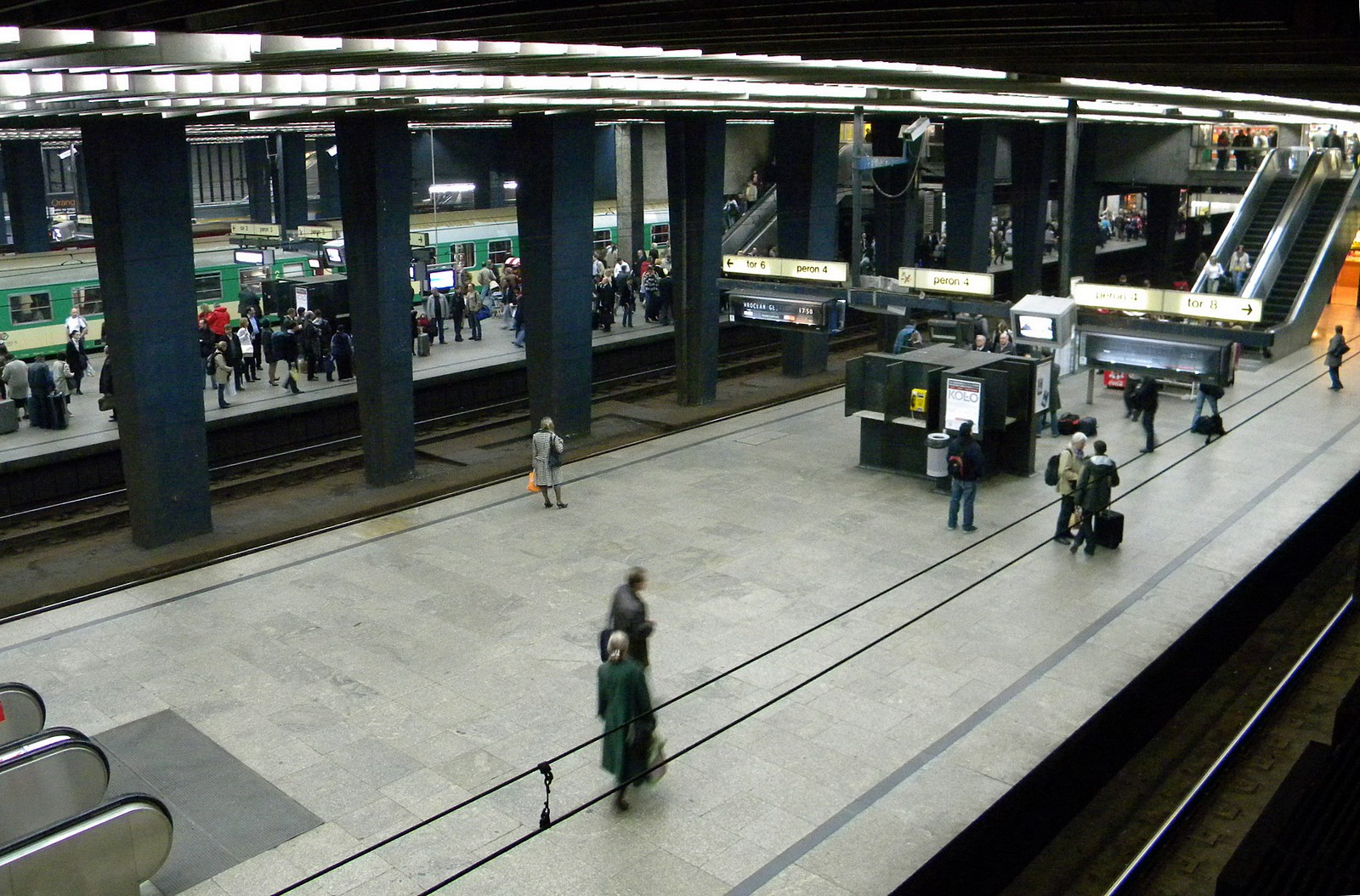
Перроны станции.
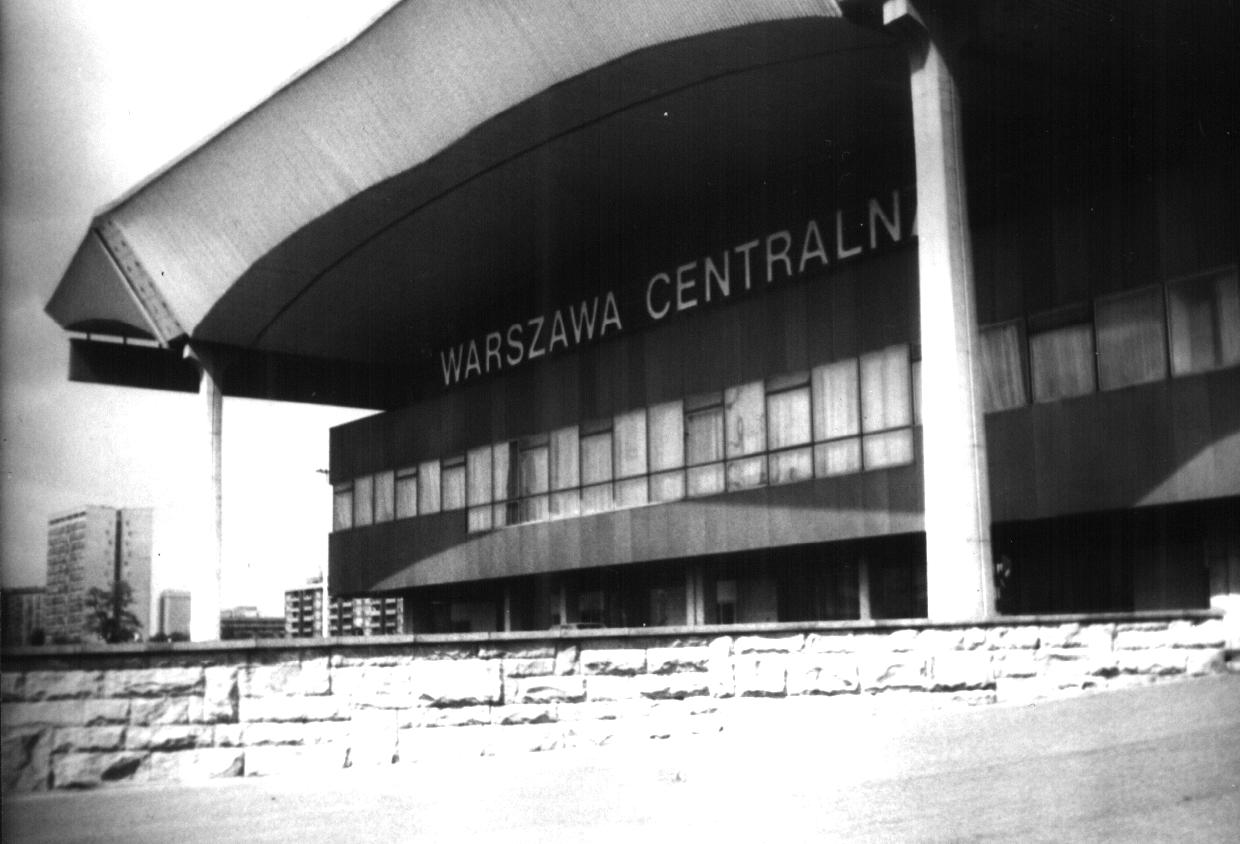
Варшава-Центральная в 70-х годах.
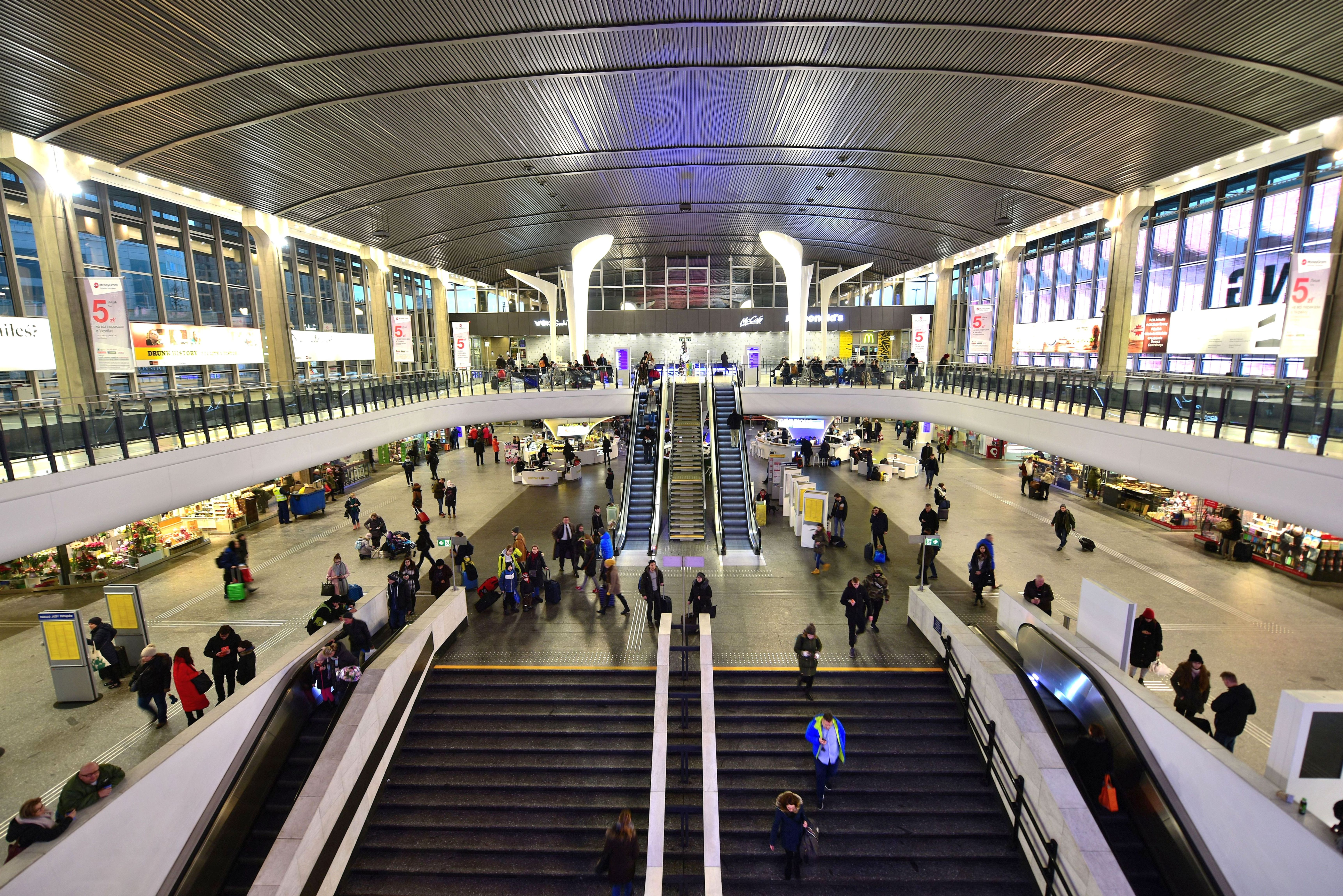